# Sarstedt
Sarstedt est une ville d’environ 18 000 habitants sur la rivière Innerste, dans l'État fédéral de Basse-Saxe dans le nord de l'Allemagne. Elle est située à 15 km environ au nord-ouest de Hildesheim et à 20 km au sud-est de Hanovre, et fait partie du district administratif de Hildesheim.
L’agglomération de Sarstedt est formée de la ville de Sarstedt (14 000 habitants) et de six communes alentour : Giften (726 habitant) au sud, Gödringen (590 habitants) à l'est, Heisede (1 019 habitants) au nord, Hotteln (516 habitants), Ruthe (349 habitants), Schliekum (720 habitants) à l'ouest.
Elle est située à une altitude de 42 m et occupe une superficie totale de 4 290 ha.
C'est une ville importante qui comporte plusieurs quartiers dont le dernier lotissement construit s'appelle Sonnenkamp.
Le centre-ville s'étend au-delà de la route nationale B 6. Hormis ce grand quartier, une nouvelle zone d'activité appelée « Au point zéro » est en train de naître. 

## Monuments
La commune existe déjà depuis plus de 1000 ans mais ne lègue que peu de monuments historiques à cause de nombreux incendies. Il faut d'abord citer l'église gothique Saint-Nicolas, un bâtiment en briques qui constitue le centre historique de Sarstedt et qui date de 1457. Puis il y a le Moulin Malzfeldt (moulin à eau du XIVe siècle, musée du moulin et aujourd'hui aussi centrale hydro-électrique) ainsi que l'hôtel de ville dans la zone piétonne, qui est une maison à colombages à laquelle on accède par un double perron (structure en briquette rouge recouverte de longues plaques de roche blanchâtre pendant sa restauration (entre 2007 et 2008)) et enfin les restes de Holztor (porte de la ville donnant accès à un pont).

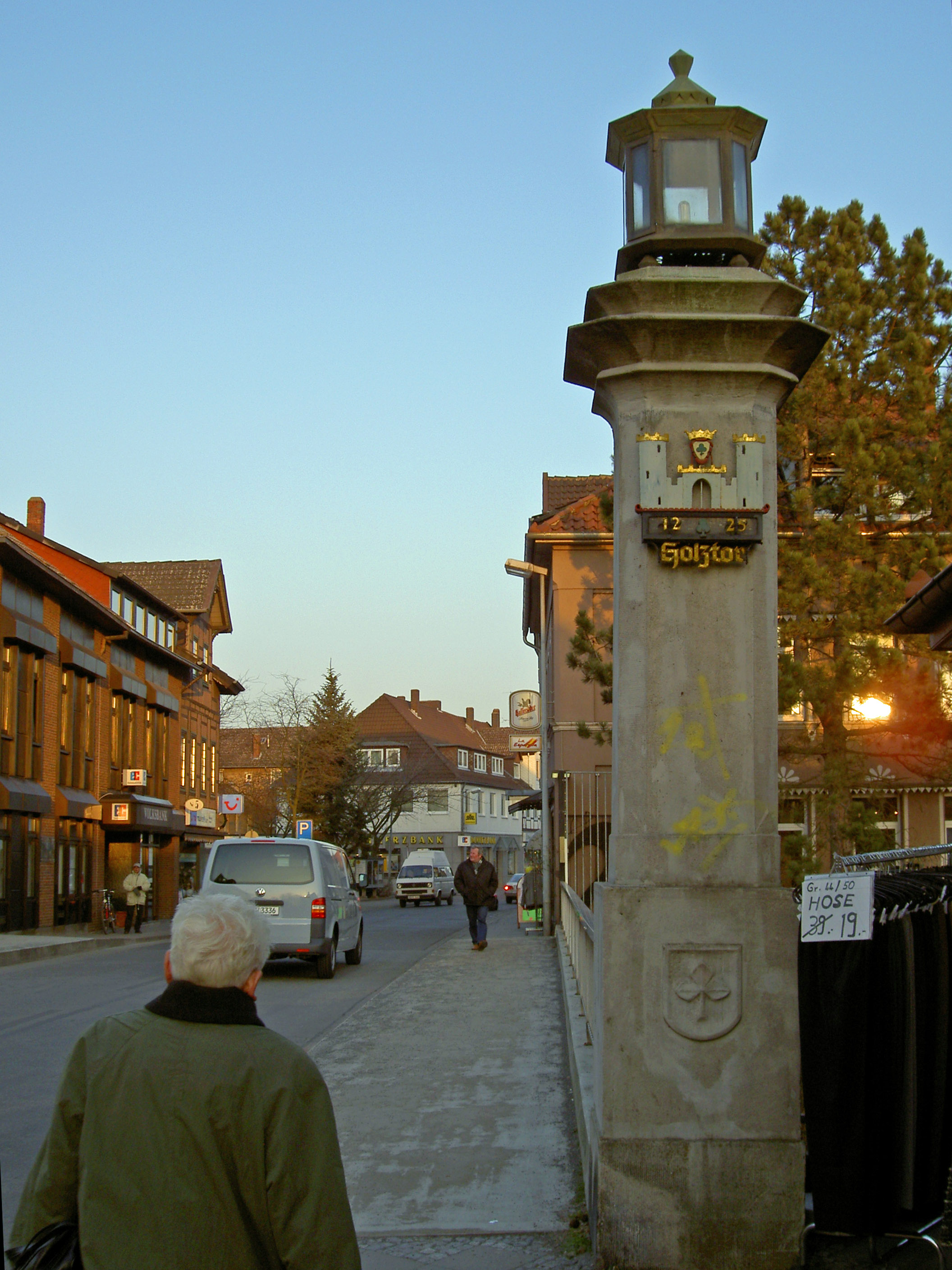

## Enseignement
Toutes les formes scolaires, de l'école élémentaire au lycée, existent à Sarstedt pouvant préparer au bac. (Abitur). On peut aussi suivre les cours de la Volkshochschule (haute école populaire).

## Culture, loisirs et curiosités

### Musées

#### Le Moulin Malzfeldt
L'histoire du moulin à eau sur l'Innerste remonte au XIVe siècle. Aujourd'hui le moulin est utilisé comme centrale hydroélectrique. Un musée du moulin s'y trouve que l'on peut visiter sur inscription.
Photo

#### La Maison au Junkernhof (la cour des hobereaux)
Dans la maison se trouve une pharmacie et un atelier de cordier en exposition permanente. De temps à autre sont installées des expositions spéciales avec des centres de gravité thématiques.

### Autres
La piscine couverte et extérieure moderne, le lac de Giften et les associations sportives offrent beaucoup de possibilités variées de loisirs et de détente.
Sans oublier ses bibliothèque municipale, gymnase, stades, centre de jeunes (Klecks), centre maternel…

## Jumelage
La ville est jumelée avec Aubevoye et Gaillon (Normandie) depuis 1992 et Ahrensfelde (Brandebourg).

## Célébrités de Sarstedt
- Michael Schenker, guitariste virtuose des groupes UFO (groupe), Scorpions (duquel il était membre cofondateur) et Michael Schenker Group.
- Rudolf Schenker, guitariste (rythmique) et membre cofondateur de Scorpions
- Dieter Stern, joueur d'échecs allemand.